# Montague (Prince Edward Island)
Montague ist eine Stadt in Kings County in der kanadischen Provinz Prince Edward Island mit 2027 Einwohnern (Stand: 2021).

## Geographie
Montague befindet sich ca. 45 Kilometer östlich von Charlottetown und 15 Kilometer westlich von Georgetown an der Prince Edward Island Route 4.

## Geschichte
Die ersten Bewohner im Gebiet der heutigen Stadt waren die Paläoindianer sowie später die Mi’kmaqindianer. 1731 kamen erste französische Siedler von Cape Breton aus der Provinz Nova Scotia in die Gegend, und Jean-Pierre Roma nannte den Standort „Three Rivers“, wegen dreier dort zusammenfließenden Flüsse, die heute Montague River, Brudenell River und Cardigan River genannt werden. In den 1820er Jahren kamen über 800 Siedler, hauptsächlich aus Schottland, in das  „Three Rivers“ Gebiet. Als einige Jahre später eine Brücke über die Flüsse gebaut wurde, wuchs die Stadt weiter. Der Montague River wurde zu Ehren von entweder George Brudenell, 4. Earl of Cardigan (später George Montagu, 1. Duke of Montagu), oder John Montagu, 4. Earl of Sandwich oder Montague Wilmot, dem ersten Gouverneur von Nova Scotia, benannt. Wegen der idyllischen Lage mit dem ruhig durch die Stadt fließenden Fluss, der von Bäumen gesäumten Straßen und der stattlichen Häuser nennt sich Montague heute gerne: „Montague The Beautiful“.

## Demographie
Im Jahre 2006 ergab sich eine Bevölkerungszahl von 1802 Personen. Das Durchschnittsalter betrug zu diesem Zeitpunkt 45,4 Jahre.